# Kočićevo
Kočićevo är ett samhälle i Bosnien och Hercegovina.   Det ligger i entiteten Republika Srpska, i den norra delen av landet, 160 km nordväst om huvudstaden Sarajevo. Kočićevo ligger 91 meter över havet och antalet invånare är 482.
Terrängen runt Kočićevo är mycket platt, och sluttar norrut.Närmaste större samhälle är Bosanska Gradiška, 13,6 km nordväst om Kočićevo. 
Omgivningarna runt Kočićevo är en mosaik av jordbruksmark och naturlig växtlighet. Runt Kočićevo är det ganska tätbefolkat, med 67 invånare per kvadratkilometer.